# Capitaine (armée suisse)
Pour les articles homonymes, voir Capitaine et Hauptmann.

Insigne du grade de capitaine de l'armée suisse

Le capitaine est le troisième grade des officiers de l'armée suisse. On parle du Hauptmann en allemand et du Capitano en italien.

## Description
Il est situé entre le grade de premier-lieutenant et de major. Il est d'un rang intermédiaire (N.B. ce rang porte aussi le nom de 'capitaine') entre les 'officiers subalternes' (lieutenant et premier-lieutenant) et les 'officiers supérieurs' (major, lieutenant-colonel et colonel).
Il commande en principe une compagnie (ou une batterie dans l'artillerie). Il est responsable de la disponibilité de base et de la disponibilité opérationnelle de sa formation. De plus il dispose du pouvoir disciplinaire. Le capitaine peut aussi être officier dans l'état-major d'un bataillon, il est dès lors considéré comme aide de commandement. Il appuie son commandant direct dans la conduite et surveille l'exécution des ordres donnés.
Son insigne est composé de trois galons fins dorés (ou trois bandes fines horizontales noires sur la tenue de combat). Les trois galons fin sont populairement nommé "spaghettis" en opposition avec les galons larges identifiant les officiers supérieurs qui eux sont dénommés populairement "nouille(s)" . Voir: Officier spécialiste.
Le fourrier et le sergent-major d'unité (au grade de sergent-major chef) sont ses collaborateurs directs pour le seconder dans la gestion administrative et la marche du service de la compagnie.
Un aumônier obtient directement le grade de capitaine, ce grade étant celui à partir duquel un officier peut recevoir le testament d'un soldat en service en lieu et place de l'autorité judiciaire selon l'article 507 du Code civil suisse.